# Lygniodes ochrifera
Lygniodes ochrifera là một loài bướm đêm trong họ Erebidae.